# Michaël Llodra
Michaël Llodra, född 18 maj 1980 i Paris, är en fransk tennisspelare. Han är vänsterhänt och har framgång i dubbel.

## Tenniskarriären
Llodra har spelat in drygt 3 miljoner kronor under sin karriär. Till skillnad från många andra tävlar han framgångsrikt både i singel och dubbel. 
Som bäst har han varit rankad 38 på singelvärldsrankingen, men har de senaste åren legat kring hundra-strecket. I dubbel tillhör han världseliten och har erövrat tre Grand Slam-titlar. Två av dessa har kommit med Fabrice Santoro, i Australian Open 2003 och 2004. Därtill har dubbelparet nått två finaler, i Australian Open 2002 och i Franska Öppna 2004. Efter den sistnämnda finalen fick dubbelparet rubriker efter att ha kastat av diverse klädesplagg till publiken och endast behållit kalsongerna. Tillsammans med Arnaud Clément segrade Llodra i 2007 års Wimbledonmästerskap. I finalen besegrades världsettorna Bob och Mike Bryan med 6-7, 6-3, 6-4, 6-4.
Hans första singeltitel kom på gräs i nederländska 's-Hertogenbosch 2004. De senaste åren har han dock haft en smärre formsvacka singelmässigt, men bröt sig in på singelrankingen igen under 2007. Under 2008 har fransmannen hittills vunnit två titlar, först i Adelaide och sedan i Rotterdam. För närvarande är han rankad på plats fyrtio på världsrankingen. Sammanlagt har fransmannen vunnit 12 dubbeltitlar och 3 singeltitlar.

## Spelaren och Personen
Llodra spelar serve-volley, en spelstil som nästan är utdöd, mycket beroende på de långsammare underlagen och bollarna som kommit fram under 2000-talet. Hans spelstil är bäst på gräs, och han håller också det som sitt favoritunderlag.
Michaël Llodras far, Michel, spelade fotboll för Paris Saint-Germain i Frankrikes högsta serie.